# Багрянник Гриффита
Багрянник Гриффита, или Церцис Гриффита (лат. Cercis griffithii) — деревья или кустарники, вид рода Церцис (Cercis) семейства Бобовые (Fabaceae).

## Распространение и экология
В природе ареал вида охватывает Иран, Афганистан и Среднюю Азию.
Произрастает по лёссовым и каменистым склонам гор на высоте 800—2200 м над уровнем моря.
Размножают посевом семян.

## Биологическое описание
Сильно ветвистый кустарник или деревцо высотой 1—4 (до 10) м. Ветви образуют широкую крону. Молодая кора красно-бурая, позже тёмно-серая;
Листья округло-почковидные, длиной 5—8 см, шириной 7—12 см, при основании широко-выемчатые, на верхушке цельные, сверху ярко-зелёные, снизу синевато-сизые, на черешках длиной 2—3 см.
Цветки в укороченных кистях. Чашечка вздутая, с короткими зубцами; венчик розовый или пурпурно-фиолетовый.
Бобы плоские, длиной 10—12 см, шириной 1,5—2,5 см, удлинённые, с верхней стороны усечённые, кожистые, по верхнему шву с широкой крыловидной каймой, достигающей ширины в 3—5 мм, с выдающимися многочисленными поперечными жилками. Семена немногочисленные, овальные, уплощенные, длиной около 5—6,5 мм и шириной около 4—4,5 мм, голые, тёмно-бурые. Вес 1 тыс. семян 50 г.
Цветёт в апреле — мае, до появления листьев. Плодоносит в июне — августе.
Всходы с почти округлыми сидячими семядолями диаметром 12—15 мм; первые листья почковидные или округло-яйцевидные с сердцевидным основанием, сизоватые.

## Значение и применение
Красивый декоративный кустарник, цветущий ранней весной.
Медонос.

## Таксономия
Вид Церцис Гриффита входит в род Церцис (Cercis) трибы Багряниковые (Cercideae) подсемейства Цезальпиниевые (Caesalpinioideae) семейства Бобовые (Fabaceae) порядка Бобовоцветные (Fabales).
|  |                                      |  |                                                             |                                                             |                   |  | ещё 3 семейства (согласно Системе APG II) | ещё 3 семейства (согласно Системе APG II)    |                                              |  |  |  | ещё 3 трибы (согласно Системе APG II) | ещё 3 трибы (согласно Системе APG II) |  |  |  |  | ещё от 5 до 9 видов | ещё от 5 до 9 видов |
|  |                                      |  |                                                             |                                                             |                   |  | ещё 3 семейства (согласно Системе APG II) | ещё 3 семейства (согласно Системе APG II)    |                                              |  |  |  | ещё 3 трибы (согласно Системе APG II) | ещё 3 трибы (согласно Системе APG II) |  |  |  |  | ещё от 5 до 9 видов | ещё от 5 до 9 видов |
|  |                                      |  |                                                             | порядок Бобовоцветные                                       |                   |  |                                           |                                              | подсемейство Цезальпиниевые                  |  |  |  |                                       | род Церцис                            |  |  |  |  |                     |                     |
|  |                                      |  |                                                             | порядок Бобовоцветные                                       |                   |  |                                           |                                              | подсемейство Цезальпиниевые                  |  |  |  |                                       | род Церцис                            |  |  |  |  |                     |                     |
|  | отдел Цветковые, или Покрытосеменные |  |                                                             |                                                             | семейство Бобовые |  |                                           |                                              | триба Багряниковые                           |  |  |  | вид Церцис Гриффита                   |                                       |  |  |  |  |                     |                     |
|  | отдел Цветковые, или Покрытосеменные |  |                                                             |                                                             |                   |  |                                           |                                              |                                              |  |  |  |                                       |                                       |  |  |  |  |                     |                     |
|  |                                      |  | ещё 44 порядка цветковых растений (согласно Системе APG II) | ещё 44 порядка цветковых растений (согласно Системе APG II) |                   |  |                                           | ещё 2 подсемейства (согласно Системе APG II) | ещё 2 подсемейства (согласно Системе APG II) |  |  |  | ещё 5 родов                           | ещё 5 родов                           |  |  |  |  |                     |                     |
|  |                                      |  |                                                             | ещё 44 порядка цветковых растений (согласно Системе APG II) |                   |  |                                           |                                              | ещё 2 подсемейства (согласно Системе APG II) |  |  |  |                                       | ещё 5 родов                           |  |  |  |  |                     |                     |